# 切爾涅希納 (佐洛托諾沙區)
49°49′19″N 32°14′33″E / 49.82194°N 32.24250°E
切爾內希納（烏克蘭語：Чернещина）是位於烏克蘭中部的村莊，由切爾卡瑟州佐洛托諾沙區的佐里夫卡市鎮負責管轄。該村始建於1859年，面積10.8平方公里，海拔高度117米，2001年人口301，人口密度每平方公里28人。